# Mount Barker (region)
Mount Barker är en kommun i Australien. Den ligger i delstaten South Australia, omkring 29 kilometer sydost om delstatshuvudstaden Adelaide. Trakten runt Mount Barker består till största delen av jordbruksmark. Runt huvudorten Mount Barker, med omkring 8 000 invånare, är det glesbefolkat. Som helhet har regionen  14 invånare per kvadratkilometer. och 31 325. invånare.
Följande samhällen finns i Mount Barker:
- Mount Barker
- Nairne
- Hahndorf
- Little Hampton
- Meadows
- Macclesfield
- Callington
- Echunga
- Blakiston
- Kanmantoo
- Jupiter Creek
- Harrogate